# Little Water Cay
Little Water Cay est une des îles Caïcos dans le territoire des îles Turks-et-Caïcos.